# Шестипроменеві губки
Шестипромене́ві гу́бки або скляні́ гу́бки (Hexactinellida, Hyalospongia) — клас морських тварин типу Губки. Відомо близько 500 видів, поширених у Світовому океані за винятком великих глибин.
- Підклас Amphidiscophora Schulze, 1886
  - Ряд Amphidiscosida Schrammen, 1924 — Амфідискосиди
    - Родина Hyalonematidae Gray, 1857
    - Родина Monorhaphididae Ijima, 1927
    - Родина Pheronematidae Gray, 1870
- Підклас Hexasterophora Schulze, 1886
  - Ряд Aulocalycoida Tabachnick & Reiswig, 2000 — Авлокаліцоїди
    - Родина Aulocalycidae Ijima, 1927
    - Родина Uncinateridae Reiswig, 2002

  - Ряд Hexactinosida Schrammen, 1912 — Звичайні шестипроменеві губки
    - Родина Aphrocallistidae Gray, 1867
    - Родина Craticulariidae Rauff, 1893
    - Родина Cribrospongiidae Roemer, 1864
    - Родина Dactylocalycidae Gray, 1867
    - Родина Euretidae Zittel, 1877
    - Родина Farreidae Gray, 1872
    - Родина Tretodictyidae Schulze, 1886

  - Ряд Lychniscosida Schrammen, 1903 — Ліхнискосиди
    - Родина Aulocystidae Sollas, 1887
    - Родина Diapleuridae Ijima, 1927

  - Ряд Lyssacinosida Zittel, 1877 — Ліссациносиди
    - Родина Euplectellidae Gray, 1867
    - Родина Leucopsacidae Ijima, 1903
    - Родина Rossellidae Schulze, 1885